# Ahmet Altan
Ahmet Altan (Ankara, 2 marzo 1950) è un giornalista e scrittore turco, editorialista dei giornali Hürriyet, Güneş, Milliyet e Yeni Yüzyıl, fondatore nel 2007 del quotidiano Taraf che affrontava i più grandi tabù in Turchia come il genocidio degli armeni e la discriminazione contro i curdi.
Dopo il tentato colpo di stato del 15 luglio 2016 contro il regime di Recep Tayyip Erdoğan, il giornale è stato chiuso con decreto governativo e Altan arrestato, insieme al fratello Mehmet, con l'accusa di cospirazione e di far parte del movimento di Fethullah Gülen, in esilio negli Stati Uniti. È stato processato e condannato in un primo tempo, nel febbraio 2018, all'ergastolo, e successivamente liberato dal carcere il 14 aprile 2021 per annullamento delle condanne da parte della Corte Suprema turca.

## Biografia
Suo padre era Çetin Altan (1927-2015), scrittore, pubblicista e dal 1965 al 1969 rappresentante nel Parlamento turco del partito laburista. Il fratello minore di Altan, Mehmet Altan, è professore di economia all'Università di Istanbul e autore di diversi libri di saggistica politica.

### Atakürd
Nell'aprile 1995, durante il suo periodo al giornale Milliyet, Altan ha fatto ricorso ad un gioco mentale per progettare un paese, chiamato Kürdiye (invece di Türkiye), in cui i turchi erano oppressi e assimilati dai curdi. Così in questo gioco Mustafa Kemal non era un turco nato a Salonicco, ma era visto come un curdo nato a Mosul. E dopo la Guerra d'Indipendenza aveva ricevuto il titolo onorifico di Atakürd (padre dei curdi) al posto di Ataturk (padre dei turchi). In questo paese sognato da Altan, l'esistenza di un popolo turco è stata negata ed è quindi stata sottoposta a una politica di assimilazione forzata. Con questo gioco mentale Altan ha voluto attirare l'attenzione sul problema curdo in Turchia. Per questo articolo Ahmet Altan è stato arrestato, quindi rilasciato e condannato a 18 mesi di carcere dalla Corte per la sicurezza di Stato. In seguito al ricorso dinanzi alla Corte europea dei diritti dell'uomo, la condanna è stata in seguito convertita in una multa.

### Il genocidio armeno
Nel 2007 fonda e dirige il quotidiano Taraf con un'impronta decisamente dissidente nei confronti del governo. Nel settembre 2008 Altan pubblica un articolo, intitolato "Oh, Mio Fratello", dedicato alle vittime del genocidio armeno. È uno scandalo: viene attaccato dal partito di estrema destra Great Union Party, quindi accusato, in base all'articolo 301 del codice penale turco, di "denigrazione" della nazione turca.

### L'arresto del 2016
Ahmet Altan e il fratello Mehmet sono stati arrestati con l'accusa di aver diffuso "messaggi subliminali" alla vigilia del colpo di stato in una trasmissione televisiva in diretta su un canale affiliato al movimento Gülen. Ahmet Altan è stato inizialmente rilasciato dalla custodia della polizia, ma il pubblico ministero ha presentato appello con successo.
Autori, musicisti, artisti e accademici - tra cui tre vincitori di premi Nobel - hanno denunciato in una lettera aperta dopo l'arresto dei fratelli Altan "la campagna diffamatoria del governo". I quasi 300 firmatari includono Orhan Pamuk, Elena Ferrante, Roberto Saviano, JM Coetzee, Nick Hornby, Herta Müller e Günter Wallraff. Si sono rivolti al governo turco e al pubblico per porre fine a quella che hanno definito la "vendetta contro i pensatori e gli autori più brillanti del paese".
Il premio Nobel turco per la letteratura, Orhan Pamuk, ha scritto sul quotidiano italiano la Repubblica il 10 settembre 2016 riferendosi alle iniziative di Altan:
Nel gennaio 2018, la Corte costituzionale turca ha ordinato il rilascio di Altan dopo tre anni di carcere, ma il tribunale penale lo ha respinto. Il 16 febbraio 2018, lo stesso giorno in cui il giornalista turco-tedesco Deniz Yücel è stato rilasciato dalla custodia, Altan (come altri cinque giornalisti turchi) è stato condannato all'ergastolo in quello che l'opposizione ha definito un processo-farsa. Gli altri condannati sono suo fratello Mehmet Altan, il giornalista Nazlı Ilıcak e i giornalisti di Taraf Şükrü Tuğrul Özşengül, Yakup Şimşek e Fevzi Yazıcı. Il Segretario generale del Consiglio d'Europa, Thorbjørn Jagland, ha invitato la Turchia a rispettare le decisioni della propria Corte costituzionale. 

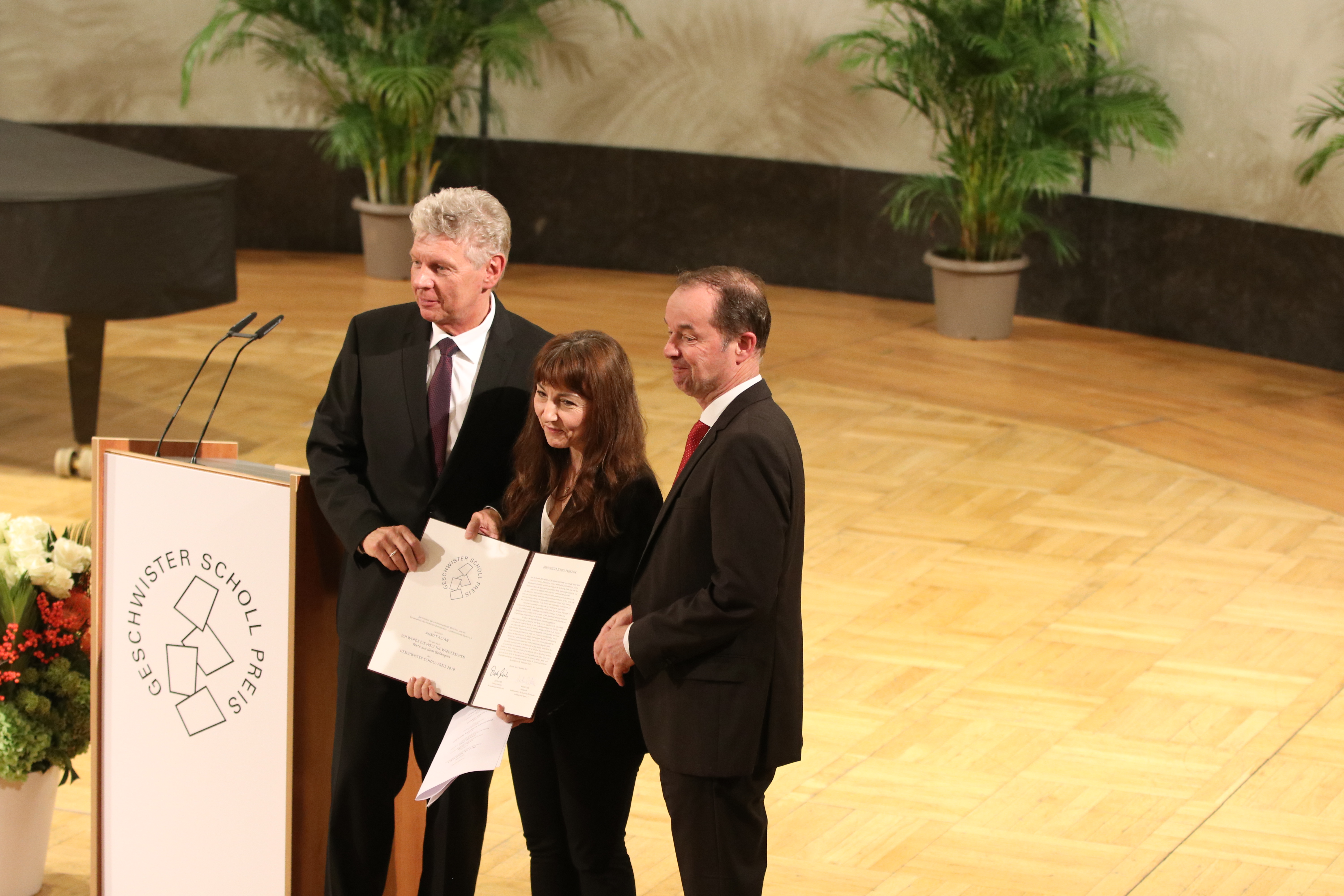
Yasemin Çongar ritira il Geschwister Scholl Prize a nome di Ahmet Altan.

Il 4 novembre 2019, dopo che la condannata è stata ridotta a dieci anni di carcere in seguito alla decisione della Corte costituzionale di far cadere le accuse più gravi, Altan è stato rilasciato in libertà vigilata, ma è stato nuovamente arrestato otto giorni più tardi, il 12 novembre, a seguito delle obiezioni del Procuratore generale: "pericolo di fuga" e "non pieno pentimento". Il Pen Club parla di "giorno nero per la giustizia" di Ankara, Amnesty International di "ingiustizia scandalosa".
Il 7 gennaio 2020 è stato condannato a 5 anni e 11 mesi per "offese al presidente" e "propaganda del terrorismo", condanna che si aggiunge a quella dei 10 anni.
Il 14 aprile 2021 è stato rilasciato dal carcere, dopo una sentenza della Corte di Cassazione turca che ha ribaltato la sua precedente condanna. Il giorno precedente una sentenza della Corte europea dei diritti umani aveva stabilito che la sua detenzione, durata oltre 4 anni, era illegittima e costituiva una violazione dei suoi diritti.

## Riconoscimenti
L'assegnazione del Premio fratelli Scholl ad Ahmet Altan per il suo libro Non rivedrò più il mondo si è tenuta il 25 novembre 2019 a Monaco di Baviera in assenza dello scrittore. La giornalista e scrittrice Yasemin Çongar ha ritirato il premio.
Il Centro PEN Germania ha nominato Ahmet Altan membro onorario nel novembre 2019 "in segno di solidarietà". In precedenza c'erano state iscrizioni onorarie simili per Václav Havel e Liu Xiaobo, Anabel Hernández e Selahattin Demirtaş, Raif Badawi e Li Bifeng.
Nel 2021 è stato insignito del Prix Femina Étranger per il romanzo Madame Hayat.

## Opere

### Memorie
- Dünyayı bir daha görmeyeceğim (2018)

Non rivedrò più il mondo, traduzione di Alberto Cristofori, Milano, Solferino, 2018, ISBN 978-88-282-0085-7

### Romanzi
- Dört Mevsim Sonbahar (1982)
- Sudaki İz (1985)
- Yalnızlığın Özel Tarihi (1991)
- Tehlikeli Masallar (1996)
- Kılıç Yarası Gibi, (1997) [primo volume del "Quartetto ottomano"]

L'amore è come la ferita di una spada, traduzione di Giampiero Bellingeri e Paola Ragazzi, Milano, Bompiani, 2008, ISBN 978-88-452-6111-4
Come la ferita di una spada, traduzione dal turco di Claudio Ombegari e Paola Ragazzi, Roma, E/O, 2018, ISBN 978-88-6632-977-0
- İsyan Günlerinde Aşk (2001) [secondo volume del "Quartetto ottomano"]

Amore nei giorni della rivolta, traduzione dal turco di Barbara La Rosa Salim, Roma, E/O, 2019, ISBN 978-88-335-7078-5
- Aldatmak (2002)
- En Uzun Gece (2004)
- Son Oyun (2013)

Scrittore e assassino, traduzione dal turco di Barbara La Rosa Salim, Roma, E/O, 2017, ISBN 978-88-6632-823-0
- Ölmek Kolaydır Sevmekten (2015)

### Collezione di saggi
- Gece Yarısı Şarkıları (1995)
- Karanlıkta Sabah Kuşları (1997)
- Kristal Denizaltı (2001)
- Ve Kırar Göğsüne Bastırırken (2003)
- İçimizde Bir Yer (2004)
- Bir Hayat Bir Hayata Değer (2016)
- Yabani manolyalar (2017)

### Altro
Nel 2018 è stato pubblicato in Italia Tre manifesti per la libertà che raccoglie la Lettera aperta di 51 premi Nobel per richiedere il rilascio di alcuni giornalisti turchi incarcerati (Open letter from 51 Nobel prize winners demands release of imprisoned Turkish journalists) e due testi di Ahmet Altan: Ritratto dell'atto di accusa come pornografia giudiziaria (A portrait of indictment as judicial porn); Non sono il vostro imputato (I am not your defendant) :
- Tre manifesti per la libertà, traduzione dall'inglese di Silvia Castoldi, Roma, E/O, 2018, ISBN 978-88-6632-983-1